# Chợ chùa
Chợ chùa, hay còn gọi là chợ Tam bảo, là một loại hình chợ tồn tại ở Đàng Ngoài thời Lê trung hưng trong lịch sử Việt Nam.

## Tên gọi và đặc điểm
Tại vùng đồng bằng Đàng Ngoài thời Lê trung hưng, tại các làng xã nông thôn đều có chợ. Sở dĩ loại chợ này được gọi là chợ chùa vì chợ mang những đặc thù:
- Chợ họp tại các sân, bãi cạnh các chùa.
- Thu nhập từ chợ được đưa lại cho chùa quản lý chứ không phải nộp cho triều đình; đất đai xây dựng chợ và những đất mọi người cúng thêm cho chợ đều thuộc quyền sở hữu của nhà chùa[1].

## Lợi ích với địa phương
Chợ chùa mang lại lợi ích cho địa phương, do đó nhiều làng có mong muốn có chợ chùa hoặc biến chợ làng thành chợ chùa. Để làm được như vậy, các làng phải viết đơn lên chúa Trịnh, thường phải nhờ có người quyền thế nói giúp mới được chuẩn y.
Có chợ chùa, địa phương họp chợ sẽ tránh được sự phiền hà của các quan lại và o ép về thuế cũng như các khoản nộp khác cho chính quyền; đồng thời, họ có thu nhập để xây dựng tu bổ chùa – nơi sinh hoạt tôn giáo của cộng đồng làng xã

## Các chợ chùa
Các nhà nghiên cứu xác nhận có khá nhiều chợ Tam bảo trong thế kỷ 17 và thế kỷ 18 qua những văn bia còn lại như sau:
- Bắc Ninh: chợ Tam bảo xã Hoa Lâm, huyện Đông Ngàn (Từ Sơn), xã ngân Điền huyện Gia Định (Gia Bình), chợ ở chùa Vạn Ty xã Thái Bảo, huyện Gia Lương (Gia Bình), chợ Dâu (Thuận Thành), chợ chùa Tam Sơn (Từ Sơn)
- Bắc Giang: chợ chùa Đoan Minh, Thổ Hà huyện Việt Yên, chợ chùa Phúc Quang xã Tăng Tiến, thị xã Việt Yên, chợ chùa Phúc Nghiêm thành phố Bắc Giang, chợ chùa Hưng Văn thôn Chiền huyện Kim Hoa phủ Bắc Hà
- Hải Dương: chợ chùa thôn Đồng Đường xã Tông Xá huyện Giáp Sơn (Kinh Môn), chợ xã Cao Duệ huyện Gia Phúc (Gia Lộc), chợ Mão Điền huyện Cẩm Giàng.
- Hải Phòng: chợ Lực Thành huyện An Dương phủ Kinh Môn (huyện An Hải).
- Hà Nội: chợ chùa xã Vân Canh huyện Quốc Oai, chợ chùa xã Cao Xá huyện Thanh Oai, chợ chùa Bảo Quốc xã Bình Vọng huyện Thường Tín
- Thanh Hóa: chợ chùa xã Nghĩa Trang huyện Hoằng Hóa, chợ chùa thôn Nhân Lý xã Kim Hoạch phủ Thiệu Hóa, chợ chùa huyện Hậu Lộc
- Hà Tĩnh: chợ Hương Cầu huyện Cẩm Xuyên.
- Yên Bái: chợ Chùa ở thông Chùa, xã Chấn Thịnh huyện Văn Chấn.

Hoạt động của chợ chùa cũng theo phiên và sôi động như các chợ làng. Chợ chùa là một dấu hiệu cho thấy thương mại Đàng Ngoài đã phát triển khá mạnh mẽ. Chợ chùa làm thay trách nhiệm của chợ làng, trở thành trung tâm giao lưu, trao đổi buôn bán của cộng đồng.
Còn nhiều chợ Tam bảo ở các địa phương khác không tìm được văn bia nhưng vẫn tồn tại đến tận đầu thế kỷ 19.